# Новий Посьолок (Мінська область)
Новий Посьолок (біл. вёска Новы Пасёлак) — село в складі Борисовського району Мінської області, Білорусь. Село підпорядковане Гливинській сільській раді, розташоване в північно-східній частині області.